# Organização orgânica
Organização Orgânica é um termo cunhado por Tom Burns e GM Stalker em 1961. Através de uma pesquisa, os autores observaram a relação existente entre as práticas administrativas e o ambiente externo dessas organizações. Ficaram impressionados com os métodos diferentes encontrados e classificaram as indústrias pesquisadas em dois tipos: organização “mecanicistas” e “orgânicas”.
Ao verificar as práticas administrativas e as relações com o ambiente externo das organizações orgânicas, definiram que diferentemente das organizações mecanicistas, trata-se de um modelo adequado para atividades flexíveis com desenvolvimento complexo diante de um ambiente instável.
Uma organização orgânica é caracterizada pela amplitude de comando, maior confiabilidade nas comunicações informais, promovendo autocontrole e coordenação entre os funcionários com a finalidade de realizar objetivos de forma complementar. Para que uma organização seja orgânica as responsabilidades entre os colaboradores devem ser compartilhadas de forma ampla,  mantendo o nivelamento de níveis hierárquicos e tornando escassas as classificações de cargos. O relacionamento ocorre de forma fluida e pode facilmente se adaptar a constantes mudanças no ambiente, conforme as tomadas de decisões a serem abordadas pelos indivíduos do grupo, podendo haver discussões para o consenso de todos, ou um indivíduo do grupo ganha a confiança para colocar uma decisão em prática.
A organização orgânica prospera com o poder das personalidades e relacionamentos, e pode reagir rápida e facilmente às mudanças no ambiente, portanto, é considerada a forma de organização mais adaptável. As decisões surgem das necessidades sentidas pelos indivíduos do grupo, que propõem mudanças, seja pela mudança de comportamento ou confiança depositada em um colega.[6]

## Diferenças entre Organização Orgânica e Mecânica
Segundo Donaldson (1984), não pode existir apenas uma estrutura organizacional que seja efetiva para todas as naturezas organizacionais. Segundo a teoria de contingência, a estrutura organizacional deve variar de acordo com determinados fatores: estratégia, tamanho, tecnologia e a incerteza com relação as tarefas. Portanto, a organização precisa adequar sua estrutura e aspectos contingenciais ao ambiente, e identificar qual modelo a organização se enquadra, o modelo Mecanicista ou o modelo Orgânico, criados por Burns e Stalker (1961).
Para Burns e Stalker (1961), as empresas onde há necessidade de padronização e sistemas de controle burocrático, a estrutura mecânica é mais utilizada. Já para empresas que possuem sistemas flexíveis com constantes inovações, devido ao ambiente dinâmico no qual estão inseridas, é utilizada a estrutura orgânica .
O modelo mecanicista é caracterizado por pouca divisão de trabalho, os papeis organizacionais são burocráticos, as decisões tomadas dentro da organização são totalmente centralizadas, a hierarquia de autoridade, controle e a comunicação são extremamente rígidas, vertical dando ênfase nas regras e procedimentos estabelecidos. As organizações que adotam essa estrutura organizacional possuem maior dificuldade para a entrada de novas percepções organizacionais.
O modelo orgânico possui menos rigidez nos papeis, é mais adaptável a mudanças e inovações, as decisões tomadas são compartilhadas, o conhecimento é diluído internamente, a hierarquia e a comunicação são flexíveis, ou seja, possui uma predominância de interações horizontais. As organizações que adotam essa estrutura organizacional têm apresentado características positivas em relação a respostas rápidas em momentos de mudança de ambiente, sendo estas mudanças presentes e frequentes devido a sua capacidade de prevê-las:  flexibilidade, sensibilidade e tomada de decisão rápida.
As organizações estão em busca de arquiteturas organizacionais mais dinâmicas e ágeis, tendendo a estruturas horizontalizadas, com poucos níveis hierárquicos e maior agilidade no processo de tomada de decisão, ou seja, as organizações estão em busca do modelo Orgânico.
| Estruturas Mecânicas                                                              | Estruturas Orgânicas |
| --------------------------------------------------------------------------------- | --- |
| -Hierarquia formal, com pouca margem de liberdade controle rígido.                | - Hierarquia flexível, informal e temporária, com margens de liberdade grandes e não especificadas na descrição formal dos cargos.                |
| - Relação hierárquica de cunho legal exercida por delegação.                      | - Autoridade não deriva de posições formais na hierarquia, mas de relações grupais e pessoais que passam pela capacidade de liderança de cada um. |
| - Papeis organizacionais claramente definidos, com minuciosa divisão do trabalho. | - Definição menos rígida de papeis formais. |
| - Decisões centralizadas.                                                         | - Decisões compartilhadas e com predominância de interações laterais e horizontais.                                                               |
| - Gerencia sênior detém o monopólio do conhecimento organizacional.               | - Conhecimento organizacional diluído na organização.                                                                                             |
| - Sistema de controle formal. Controlam-se procedimentos efetuados                | - Controlam-se resultados e não procedimentos. |
| - Alinhamento claro entre estrutura de comando, comunicação e autoridade.         | - Fluxo de comunicação e autoridade não se alinham                                                                                                |
| - Comunicação formal, proeminentemente vertical                                   | - Estrutura de comando, autoridade e comunicação se configuram em redes.                                                                          |

### Elementos da Organização Orgânica
Os elementos de uma organização orgânica têm como o objetivo inicial incentivar os empregados a trabalhar melhor, através de uma gestão que enfatiza o desenvolvimento humano com uma realidade social, a fim de desenvolver habilidades e realizações de tarefas de modo a atingir os próprios objetivos ou da empresa em relação aos novos projetos. Este modelo de organização permite que ocorra novas experiências profissionais, que de tal maneira contribuirá de forma positiva na carreira de todos e na humanidade.
Este modelo acredita na consciência coletiva e confia no critério do indivíduo na interação constante com os outros membros. Assim, mais importante do que possuir uma hierarquia será o sistema de descentralização, que visa a coordenação das decisões e permite as pessoas se comportarem de forma consciente para trabalhar pelo bem geral, havendo comunicações constantes do grupo de forma mais informal e confiável.
Este tipo de organização é flexível ao desempenhar diferentes funções em um longo período já pré-determinado, conforme as necessidades e circunstância que venham a surgir no ambiente. São responsáveis por despargir o conhecimento entre subsidiarias. Sendo assim, uma forma de sugerir soluções para alcançar a inovação, tomando ações de modo mais eficaz e de maneira mais precisa.

#### Organização Orgânica no trabalho em equipe
Em 1893 Émile Durkheim escreveu em seu livro a divisão do trabalho social, a tendência natural do mundo moderno a preponderância da solidariedade orgânica nas relações. Essa tendência estimula o trabalho em equipe através do papel de autoconsciência complementar no corpo social.
As organizações orgânicas são aquelas em que todos os funcionários estão praticamente no mesmo nível e não possuem títulos de trabalho ou responsabilidades específicas, por isso podem executar as tarefas para as quais são mais capacitados. Diante do papel de cada um no processo corporativo, a tomada de decisão não fica centralizada somente para uma pessoa eleita hierarquicamente, mas cabe a equipe identificar a melhor solução respeitando a contribuição intelectual e experiência dos colaboradores frente a um determinado problema.
As características de uma equipe orgânica são atribuídas à descentralização da autoridade, estimulando a contribuição de ideias, sugestões e o livre fluxo de informação através de um modelo de comunicação bidirecional que auxilia na resolução de problemas mais rapidamente.
A concorrência por uma posição de destaque não ganha forma por causa da valorização do trabalho em equipe e a autonomia de cada colaborador durante sua performance, estimulando a satisfação pessoal pelos objetivos alcançados pelo grupo, sem a necessidade de um gestor controlar o passo a passo sobre as ações dos funcionários.